# Croatia banka
Croatia banka d.d.  osnovana je 1989. godine pod imenom Banka male privrede d.d. Zagreb. Godine 1995. promijenila je svoj naziv i od tada se zove Croatia banka d.d. Zagreb.
Banka je u potpunom vlasništvu Republike Hrvatske, 100 % dionica je u posjedu Državne agencija za osiguranje štednih uloga i sanaciju banaka. Poslovnu mrežu Banke čini 18 podružnica i poslovnica.

## Financijski podaci
Za 2013. godinu:
- Iznos temeljnog kapitala: 474.600.000,00 kuna
- Ukupna imovina banke: 2,628 milijardi kuna[2]